# Erete

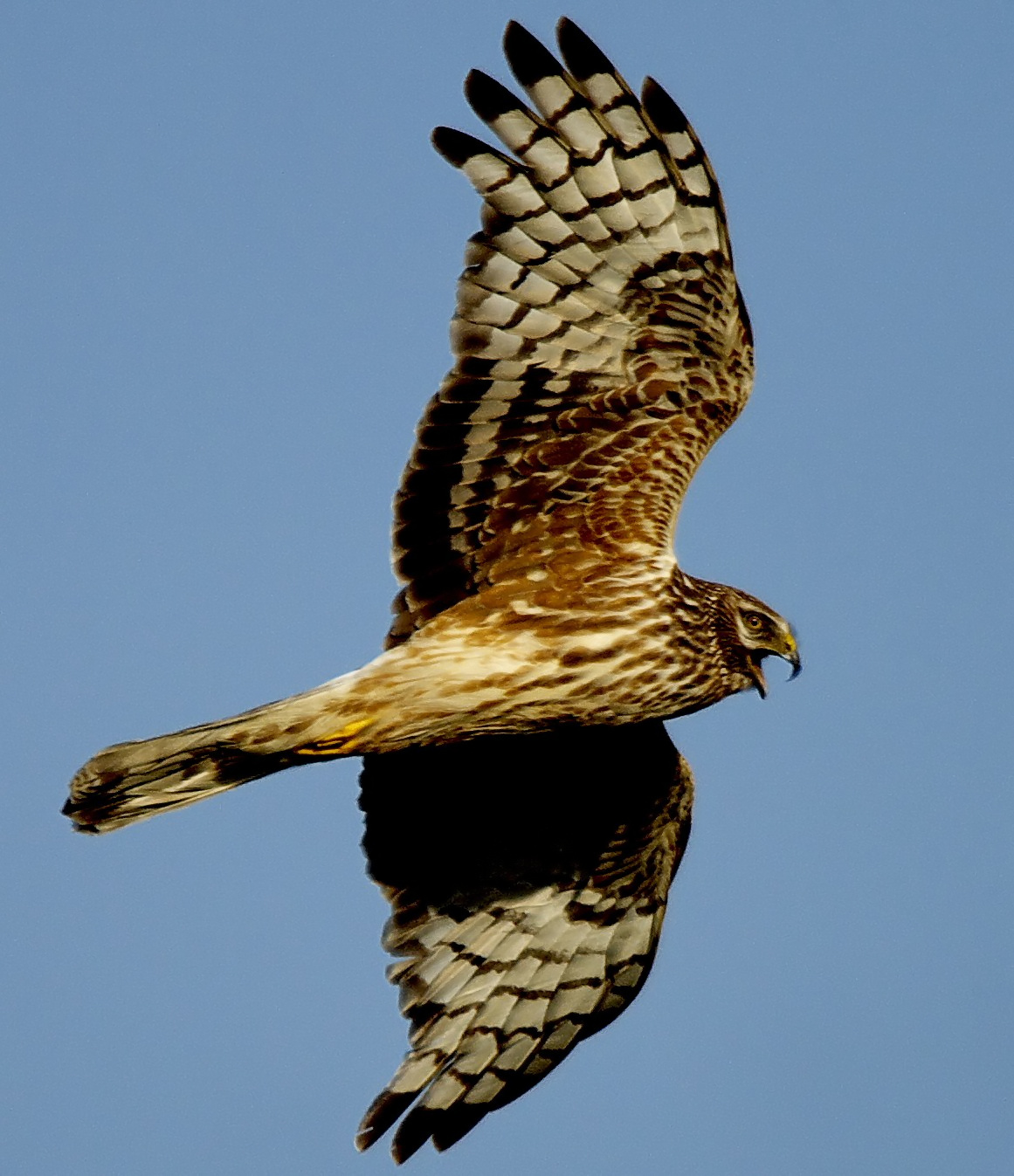
Erete

Circinele (Circinae) (din latina circus = cerc) numite popular ereți este o subfamilie de păsări răpitoare de zi accipitriforme de obicei migratoare, cu corpul zvelt, robust, coada lungă, picioare lungi, ciocul scurt, foarte curbat și un disc facial de pene pe părțile laterale ale capului. 
Sunt păsări zvelte, grațioase, iuți și ușoare în timpul zborului. Lungimea corpului 40-60 cm, greutate 230 g - 1 kg. Masculii sunt mai mici decât femelele. Aripile sunt lungi (32-45 cm) și înguste. Anvergura aripilor de aproximativ 1 m. Coada lungă și dungată cu o lungime de 20-28 cm. Tarsometatarsul de 7-9 cm este golaș, fără pene. Degetele subțiri, cu gheare ascuțite.
Masculii și femelele sunt colorați diferit. Masculii de obicei au o culoare cenușiu-surie, femelele și puii sunt cafenii; la multe specii în regiunea supracodală  se evidențiază o pată albă. Caracteristic este prezența unui disc facial (de unde și numele latin al subfamiliei) format din pene mici alungite, rigide, ceea ce le conferă o asemănare cu bufnițele, și care facilitează localizarea sonoră a prăzii.
Cuibăresc pe pământ; ponta constă de obicei din 3-4 ouă. Se hrănesc  cu rozătoare, broaște, șerpi, pești, insecte mari, dar și cu păsări adulte, tinere sau pui de cuib. Sunt răspândite pe toate continentele. Trăiesc în spații deschise - stepe, prerii, pajiști, terenuri agricole și mlaștini. Majoritatea speciilor migrează efectuând migrări regulate pe distanțe lungi sau migrări sezoniere locale.

## Sistematica
Subfamilia include 3 genuri cu 19 specii, dintre care 2 dispărute 
- Genul Circus
  - Circus aeruginosus
  - Circus approximans
  - Circus assimilis
  - Circus buffoni
  - Circus cinereus
  - Circus cyaneus
  - Circus macrosceles (în trecut numită Circus maillardi)
  - Circus macrourus
  - Circus maillardi
  - Circus maurus
  - Circus melanoleucos
  - Circus pygargus
  - Circus ranivorus
  - Circus spilonotus
    - Circus spilonotus spilothorax

  - † Circus dossenus
  - † Circus eylesi

- Genul Polyboroides
  - Polyboroides radiatus
  - Polyboroides typus
- Genul Geranospiza
  - Geranospiza caerulescens

## Specii din România
În România au fost identificate 4 specii, care sunt oaspeți de vară.  
- Eretele de stuf (Circus aeroginosus) care trăiește în preajma bălților, mai ales a celor din Delta Dunării. Masculul are penajul brun-roșcat, iar coada și aripile sunt de culoare cenușie. Femela este de culoare cafenie cu capul și bordurile aripilor de culoare bej. Cuibărește în stuf. Depunerea ouălor (ponta) are loc pe la sfârșitul lui aprilie, femela depune 4-5 ouă de culoare albicioase-albăstrui, care sunt clocite mai mult de femelă timp de 32-33 de zile. Iarna păsările migrează în Africa Centrală și Africa de Nord-Vest, precum și în Asia de Sud-Est. În iernile blânde pot fi întâlnite în România ezemplare nordice.
- Eretele alb (Circus macrourus) cuibărește rar în ținuturile de stepă din Dobrogea, depune cuibul pe sol între ierburi. Femela depune prin mai, 3-5 ouă albe cu pete brune, care sunt clocite numai de femelă ca. 30 de zile ea fiind în această perioadă hrănită de mascul. . Masculul este cenușiu cu vârfurile arpilor negre, iar femela este cafenie. Toamna păsările migrează spre Europa de Sud-Est și partea estică a Africii ca și spre Asia de Sud-Vest.
- Eretele sur (Circus pygarus) trăiește de asemenea în regiunile de stepă și cuibărește pe sol. Ponta este formată din 3-5 ouă albe-verzui, ele fiind clocite numai de femelă timp de 28-30 de zile, ea fiind în această perioadă hrănită de mascul. Masculul este de culoare cenușie având numai vârful aripilor negre, abdomenul de culoare albicioase cu puncte brune. Femela este cafenie. Toamna migrează spre Africa Centrală, la sud de Sahara.
- Eretele vânăt (Circus cyaneus) apare numai în trecere prin România, el clocește în Europa de Nord. Iernează în Europa de Sud, Africa de Nord-Vest și Asia de Sud-Vest.